# Gaio Licinio Muciano
Gaio Licinio Muciano (in latino Gaius Licinius Mucianus; ante 55 – dopo il 72) è stato un militare, scrittore e politico romano, console per tre volte.

## Biografia
Il suo nome mostra come egli, originario della gens Mucia, divenne per adozione un membro della gens Licinia. Da giovane cercò di ottenere illustri amicizie per ambizione sperperando il patrimonio. Sotto il regno di Claudio, in un momento imprecisato, Muciano ricevette dall'imperatore un incarico, imprecisato dalle fonti, nella provincia d'Asia, in realtà un pretesto per allontanarlo da Roma. Tacito riferisce, infatti, che, «circondato anche dal sospetto che Claudio covasse per lui del risentimento, e messo da parte in una remota località dell'Asia, ebbe a sfiorare l'esilio come più tardi il principato» (suspecta etiam Claudii iracundia, in secretum Asiae sepositus tam prope ab exule fuit quam postea a principe). Tacito non specifica i motivi del presunto risentimento di Claudio ma Borghesi in passato aveva congetturato che l'imperatore fosse diventato sospettoso della presunta intimità che si sarebbe instaurata tra Muciano e Messalina. Un passo della Naturalis Historia di Plinio il Vecchio ci informa che Muciano rivestì in un momento imprecisato la carica di legatus della provincia di Licia. Alcuni studiosi, come lo Smith, avevano congetturato in passato che fosse stato il risentito Claudio a mandare Muciano come legatus in Licia in una sorta di esilio onorevole, sulla base dell'assunzione che per secretum Asiae Tacito intendesse genericamente l'Asia Minore, e non la provincia d'Asia. Altri studiosi, più recenti, fanno distinzione tra l'incarico ricevuto da Claudio nella provincia d'Asia e quello successivo in Licia, datando quest'ultimo sotto il regno di Nerone, intorno al 57.
Durante il regno di Nerone riguadagnò il favore imperiale, tant'è che raggiunse la carica di console suffetto, molto probabilmente nel 63 o nel 64, anche se sono state proposte datazioni alternative. Sempre sotto il regno di Nerone, oltre ad essere nominato legatus Augusti pro praetore della provincia di Licia e Panfilia intorno al 57, prese parte anche alle campagne militari del generale Gneo Domizio Corbulone, combattute contro i Parti per il controllo dell'Armenia. Tacito lo descrive così: 
(Tacito, Historiae, I, 10.)
Al tempo della rivolta degli ebrei nel 67 Muciano era impiegato come governatore in Siria; riuscì a mantenere tale mansione durante la crisi che afflisse Roma nel 69, l'anno dei quattro imperatori. Non essendo riuscito a reprimere la rivolta degli ebrei venne sostituito da Vespasiano. Dopo la morte di Galba, Muciano e Vespasiano (che in quel periodo era in Giudea) si allearono con Otone, ma quando la guerra civile esplose, Muciano, «deposta ogni gelosia che in quel periodo dimostrava apertamente» (Svetonio), persuase Vespasiano a prendere il comando del proprio esercito per sconfiggere Vitellio, che si era impossessato del trono imperiale. Venne concordato che Vespasiano sarebbe rimasto indietro per risolvere la questione ebraica in Oriente, mentre Muciano si sarebbe fatto strada attraverso l'Asia Minore e la Tracia per attaccare Vitellio, ma lungo il percorso si trovò a dover fronteggiare un'invasione della Mesia da parte dei Daci.
Dopo aver respinto l'incursione dei Daci ed aver riorganizzato le forze lungo il confine danubiano, riprese la marcia e raggiunse Roma i giorni successivi alla morte di Vitellio, trovando il figlio minore di Vespasiano, Domiziano, a capo degli affari dell'Impero romano. Nonostante ciò fu Muciano che, fino all'arrivo a Roma di Vespasiano, mantenne il potere. Muciano non negò mai la sua fedeltà a Vespasiano, nonostante la sua arroganza. È menzionato come console suffetto nel 70 e nel 72. Poiché non ci sono pervenute notizie, né letterarie né epigrafiche, che attestino l'operato di Muciano durante i regni di Tito e Domiziano è probabile che egli sia morto durante il regno di Vespasiano, tra il 69 e il 79.
Fu un abile scrittore e storico. Realizzò una raccolta di discorsi e lettere di illustri personaggi di epoca repubblicana, includendo probabilmente una serie di atti del Senato (res gesta senatus). Fu l'autore di una memoria che conteneva preziose informazioni sull'Oriente, spesso citate da Plinio il Vecchio, e che includevano miracoli ed eventi inspiegabili.